# Kordié
Kordié este un oraș din departamentul Kordie, Burkina Faso.